# Adrian Neil
Adrian Neil, ook wel Adrian Cohen genoemd, is een Amerikaans acteur. Hij heeft onder andere een rol gehad in iCarly en was te zien in films als Ocean's Thirteen en Bruce Almighty.

## Filmografie
- Stacy's Mom (2008) - Alfred Von Bob
- Ghost Voyage (2008) - Simon
- Ocean's Thirteen (2007) - Maitre D
- Silent Men (2005) - Timothy
- Straight-Jacket (2004) - Jeroen
- Exposed (2003) - Darian Blake
- Robin Hood: Defender of the Crown (2003) - Will Scarlet (stem)
- Bruce Almighty (2003) - James
- Almost Salinas (2001) - Dante
- Search for the Jewel of Polaris: Mysterious Museum (1999) - Falco